# Eishockey-Europameisterschaft der U18-Junioren 1991
Die 24. Eishockey-Europameisterschaft der U18-Junioren fand vom  4. bis 11. April 1991 in Prešov und Spišská Nová Ves in der Tschechoslowakei statt. Beide Orte gehören seit 1993 zur  Slowakischen Republik. Die Spiele der B-Gruppe wurden vom  23. bis 30. März 1991 in Jaca in Spanien ausgetragen. Austragungsort der C-Gruppe war vom 7. bis 10. März 1991 erneut Sofia in Bulgarien.

## A-Gruppe

### Vorrunde
Gruppe 1
| Spiele        | FIN  | SWE  | NOR  | FRA  | Tore  | Pkt. |
| ------------- | ---- | ---- | ---- | ---- | ----- | ---- |
| 1. Finnland   |      | 5:2  | 14:0 | 8:0  | 27:02 | 6:0  |
| 2. Schweden   | 2:5  |      | 19:2 | 12:2 | 33:09 | 4:2  |
| 3. Norwegen   | 0:14 | 2:19 |      | 9:0  | 11:33 | 2:4  |
| 4. Frankreich | 0:8  | 2:12 | 0:9  |      | 02:29 | 0:6  |

Gruppe 2
| Spiele              | TCH  | URS  | GER  | POL  | Tore  | Pkt. |
| ------------------- | ---- | ---- | ---- | ---- | ----- | ---- |
| 1. Tschechoslowakei |      | 3:3  | 7:0  | 13:1 | 23:04 | 5:1  |
| 2. UdSSR            | 3:3  |      | 10:1 | 10:4 | 23:08 | 5:1  |
| 3. Deutschland      | 0:7  | 1:10 |      | 5:4  | 06:21 | 2:4  |
| 4. Polen            | 1:13 | 4:10 | 4:5  |      | 09:28 | 0:6  |

### Endrunde
Für die Endrunde wurden die untereinander erzielten Ergebnisse aus der Vorrunde übernommen. Diese Resultate sind hier in Klammern dargestellt. Die Letzten der beiden Vorrunden-Gruppen ermittelten den Absteiger im Play-off-Modus.
Meisterrunde
| Spiele              | TCH   | URS    | FIN    | SWE    | GER    | NOR    | Tore  | Pkt.  |
| ------------------- | ----- | ------ | ------ | ------ | ------ | ------ | ----- | ----- |
| 1. Tschechoslowakei |       | (3:3)  | 8:1    | 5:1    | (7:0)  | 14:2   | 43:07 | 9:01  |
| 2. UdSSR            | (3:3) |        | 5:4    | 5:0    | (10:1) | 9:1    | 32:09 | 9:01  |
| 3. Finnland         | 1:8   | 4:5    |        | (5:2)  | 15:0   | (14:0) | 39:21 | 6:04  |
| 4. Schweden         | 1:5   | 0:5    | (2:5)  |        | 19:3   | (19:2) | 41:20 | 4:06  |
| 5. Deutschland      | (0:7) | (1:10) | 0:15   | 3:19   |        | 9:5    | 13:57 | 2:08  |
| 6. Norwegen         | 2:14  | 1:9    | (0:14) | (2:19) | 5:9    |        | 11:65 | 00:10 |

Abstiegsspiele
| Polen | 6:2 (2:1, 2:1, 2:0) | 8:3 (2:1, 3:2, 3:0) | Frankreich |  |

### Europameistermannschaft: Tschechoslowakei
| U18-Europameister Tschechoslowakei | Milan Hnilička, Jiří Kučera, Pavel Maláč – Martin Hamrlík, Roman Hamrlík, Jan Vopat, Zdeněk Toužimský, František Kaberle, Michal Sýkora, Erik Smolka, David Smetana – Petr Boháč, Petr Přikryl, Michal Černý, Tomáš Němčický, Aleš Pavlík, Tomáš Klimt, Robert Petrovický, Jozef Petrovič, Richard Kapuš, Miroslav Škovira, Jan Šimčík, Kamil Kastl, Martin Prokůpek, Petr Míšek |

### Auszeichnungen
| Auszeichnung       | Spieler         | Team             |
| ------------------ | --------------- | ---------------- |
| Top-Scorer         | Peter Forsberg  | Schweden         |
| Bester Torhüter    | Milan Hnilička  | Tschechoslowakei |
| Bester Verteidiger | Roman Hamrlík   | Tschechoslowakei |
| Bester Stürmer     | Alexei Kowaljow | UdSSR            |

All-Star-Team
| Angriff:      | Aleš Pavlík – Trond Magnussen – Alexei Kowaljow |
| Verteidigung: | Martin Hamrlík – Janne Grönvall                 |
| Tor:          | Milan Hnilička                                  |

## B-Gruppe

### Vorrunde
Gruppe 1
| Spiele         | SUI | YUG | AUT | ESP | Tore  | Pkt. |
| -------------- | --- | --- | --- | --- | ----- | ---- |
| 1. Schweiz     |     | 5:2 | 6:2 | 6:2 | 17:06 | 6:0  |
| 2. Jugoslawien | 2:5 |     | 6:2 | 8:1 | 16:08 | 4:2  |
| 3. Österreich  | 2:6 | 2:6 |     | 6:1 | 10:13 | 2:4  |
| 4. Spanien     | 2:6 | 1:8 | 1:6 |     | 04:20 | 0:6  |

Gruppe 2
| Spiele         | ITA | DEN  | ROM | NED  | Tore  | Pkt. |
| -------------- | --- | ---- | --- | ---- | ----- | ---- |
| 1. Italien     |     | 3:1  | 9:1 | 4:1  | 16:03 | 6:0  |
| 2. Dänemark    | 1:3 |      | 5:3 | 12:0 | 18:06 | 4:2  |
| 3. Rumänien    | 1:9 | 3:5  |     | 7:3  | 11:17 | 2:4  |
| 4. Niederlande | 1:4 | 0:12 | 3:7 |      | 04:23 | 0:6  |

### Endrunde
Für die beiden Gruppen der Endrunde wurden die untereinander erzielten Ergebnisse aus der Vorrunde übernommen. Diese Resultate sind hier in Klammern dargestellt.
Aufstiegsrunde
| Spiele         | SUI   | YUG   | DEN   | ITA   | Tore  | Pkt. |
| -------------- | ----- | ----- | ----- | ----- | ----- | ---- |
| 1. Schweiz     |       | (5:2) | 8:0   | 9:0   | 22:02 | 6:0  |
| 2. Jugoslawien | (2:5) |       | 3:5   | 6:4   | 11:14 | 2:4  |
| 3. Dänemark    | 0:8   | 5:3   |       | (1:3) | 06:14 | 2:4  |
| 4. Italien     | 0:9   | 4:6   | (3:1) |       | 07:16 | 2:4  |

Abstiegsrunde
| Spiele         | AUT   | ROM   | ESP   | NED   | Tore  | Pkt. |
| -------------- | ----- | ----- | ----- | ----- | ----- | ---- |
| 1. Österreich  |       | 6:2   | (6:1) | 13:6  | 25:09 | 6:0  |
| 2. Rumänien    | 2:6   |       | 5:1   | (7:3) | 14:10 | 4:2  |
| 3. Spanien     | (1:6) | 1:5   |       | 5:3   | 07:14 | 2:4  |
| 4. Niederlande | 6:13  | (3:7) | 3:5   |       | 12:25 | 0:6  |

### Auszeichnungen
| Auszeichnung       | Spieler         | Team       |
| ------------------ | --------------- | ---------- |
| Top-Scorer         | Dieter Kalt     | Österreich |
| Bester Torhüter    | Michael Suttnig | Österreich |
| Bester Verteidiger | Tiziano Gianini | Italien    |
| Bester Stürmer     | Markus Brunner  | Italien    |

## C-Gruppe
| Spiele            | GBR  | BUL  | HUN  | BEL  | Tore  | Pkt. |
| ----------------- | ---- | ---- | ---- | ---- | ----- | ---- |
| 1. Großbritannien |      | 4:3  | 11:1 | 13:1 | 28:05 | 6:0  |
| 2. Bulgarien      | 3:4  |      | 5:4  | 21:1 | 29:09 | 4:2  |
| 3. Ungarn         | 1:11 | 4:5  |      | 13:0 | 18:16 | 2:4  |
| 4. Belgien        | 1:13 | 1:21 | 0:13 |      | 02:47 | 0:6  |

### Auszeichnungen
| Auszeichnung       | Spieler         | Team           |
| ------------------ | --------------- | -------------- |
| Top-Scorer         | Julian Jewtimow | Bulgarien      |
| Bester Torhüter    | Colin Downie    | Großbritannien |
| Bester Verteidiger | Paul Dixon      | Großbritannien |
| Bester Stürmer     | Istwan Mangarow | Bulgarien      |